# Rhinolophus affinis
Rhinolophus affinis är en fladdermusart som beskrevs av Thomas Horsfield 1823. Rhinolophus affinis ingår i släktet hästskonäsor, och familjen Rhinolophidae. IUCN kategoriserar arten globalt som livskraftig. Inga underarter finns listade i Catalogue of Life. Wilson & Reeder (2005) skiljer mellan 9 underarter. 
Denna fladdermus har 48 till 54 mm långa underarmar, en 20 till 32 mm lång svans och 19 till 24 mm stora öron. Vikten är 12 till 20 g. Pälsen har på ovansidan en brun till rödbrun färg och undersidan är täckt av lite ljusare päls. Liksom hos andra släktmedlemmar finns hudflikar på näsan (bladet) där den största delen är hästskoformig. På toppen finns en smal flik som liknar en lansett.
Arten förekommer i östra och sydöstra Asien från Nepal, nordöstra Indien och sydöstra Kina till Borneo och till Små Sundaöarna. Den lever i låglandet och i bergstrakter mellan 290 och 2000 meter över havet. Rhinolophus affinis kan anpassa sig till nästan alla habitat som finns i utbredningsområdet, inklusive kultiverade landskap som trädodlingar och jordbruksmark. Denna fladdermus letar vanligen i skogar efter föda. Den vilar främst i grottor och bildar där stora kolonier som kan ha upp till 1000 medlemmar.
Rhinolophus affinis jagar med hjälp av ekolokalisering och lätets frekvens ligger mellan 73 och 78 kHz.